# Jersey Boys (Film)
Jersey Boys ist ein biografisches Filmdrama von Clint Eastwood aus dem Jahr 2014. Der Film ist die amerikanische Kinoadaption des mit mehreren Theaterpreisen ausgezeichneten gleichnamigen Musicals von Bob Gaudio und Bob Crewe, das mehr als acht Jahre lang am Broadway lief und erfolgreich in der ganzen Welt auf Tournee war. Der legendäre Leadsänger der Four Seasons, Frankie Valli, wird von John Lloyd Young verkörpert – der für seine Darstellung von Valli im Musical bereits einen Tony Award bekam. Die Rolle von Bob Gaudio, der viele der erfolgreichsten Hits der Four Seasons geschrieben hat, wird von Erich Bergen gespielt.
Premiere hatte Jersey Boys am 5. Juni 2014 auf dem Sydney Film Festival. Im deutschsprachigen Raum kam der Film am 31. Juli 2014 in die Kinos.

## Handlung
Die Filmhandlung umfasst drei Jahrzehnte von der Gründung der Band bis zu ihrer Aufnahme im Jahr 1990 in die Rock and Roll Hall of Fame.
Vier junge Männer aus einem Armeleuteviertel in Newark, New Jersey, gründen 1953 eine Rock- und Pop-Gruppe, die in den 1960ern als die Kult-Band The Four Seasons bekannt werden.
Tommy DeVito erzählt, wie es mit der Band The Variety Trio mit seinem Bruder Nick DeVito und seinem Freund Nick Massi begann. Er entdeckt den Teenager Frankie Castelluccio, nimmt ihn unter seine Fittiche und lehrt ihn alles, was er weiß. Nick Massi übt mit Frankie Gesang, während Tommy zeitweise ins Gefängnis kommt. Frankie ändert seinen Nachnamen in Valli, er verliebt sich in Mary Delgado und heiratet sie. Musikalisch experimentiert die Band immer noch und ändert mehrfach Namen und Sound, aber ohne durchschlagenden Erfolg. Joe Pesci stellt Tommy den Sänger und Songschreiber Bob Gaudio vor, der sich als der perfekte vierte Mann für die Band herausstellt.
Von Produzent Bob Crewe bekommt die Band einen Vertrag, allerdings nur als Background-Band. Sie nennen sich nach der Kegelbahn jetzt Four Seasons, und Bob schreibt die drei Songs, die sie schließlich zu Stars werden lässt: Sherry, Big Girls Don’t Cry and Walk Like a Man. Mit diesem Erfolg gehen sie auf Tour. Leider belastet das Tourleben die Ehe von Frankie und Mary, so dass sie sich scheiden lassen. Die Band hat weiterhin Chart-Erfolge, bis nach einem Konzert ein Kredithai Geld von Tommy zurückverlangt, das er über Jahre ausgegeben hatte. Tommy wird eifersüchtig auf Frankies Erfolg und sein Verhältnis zu Bob verschlechtert sich. Als der Kredithai von der Band die 150.000 US-Dollar fordert, die Tommy ihm schuldet, bittet Frankie den Mafia-Boss Gyp DeCarlo um Hilfe. Tommy soll nach Las Vegas, wo die Mafia ihn im Auge behalten wird, und die Band wird die Schulden übernehmen, zusammen mit einer halben Million unversteuerter Einnahmen, die Tommy vor der Gruppe versteckt hat. Nick steigt aus der Band aus.
Frankie und Bob finden einen Ersatz, um die Band als Quartett zu erhalten. Privat ist Frankies Beziehung zu seiner Tochter Francine angespannt, die an einer Überdosis Drogen stirbt, und er trennt sich von seiner Freundin Lorraine. Musikalisch hat Frankie dank Bobs Liedern weiterhin Erfolg.
Ein letztes Mal tritt die ursprüngliche Besetzung der Four Seasons 1990 anlässlich ihrer Aufnahme in die Rock and Roll Hall of Fame auf.

## Produktion
Das Kreativteam wurde von Oscar-Kandidat und Kameramann Tom Stern angeführt, Oscar-Kandidat und Produktionsdesigner James J. Murakami – die bereits zusammen an Der fremde Sohn mitgewirkt haben – Oscar-Gewinner und Filmeditor Joel Cox (Erbarmungslos) und sein Ko-Editor Gary D. Roach, und der BAFTA-Award-Kandidatin Kostümdesignerin Deborah Hopper.
Die Dreharbeiten fanden in den Monaten August und September 2013 in Kearny, New Jersey und Los Angeles, Kalifornien statt. An der Produktion waren die Firmen GK Films, Malpaso, RatPac Entertainment, RatPac-Dune Entertainment und Warner Bros. beteiligt.
Die Produktionskosten beliefen sich auf geschätzte 40 Millionen US-Dollar.

## Filmmusik
Titelliste des Soundtracks:
1. Prelude

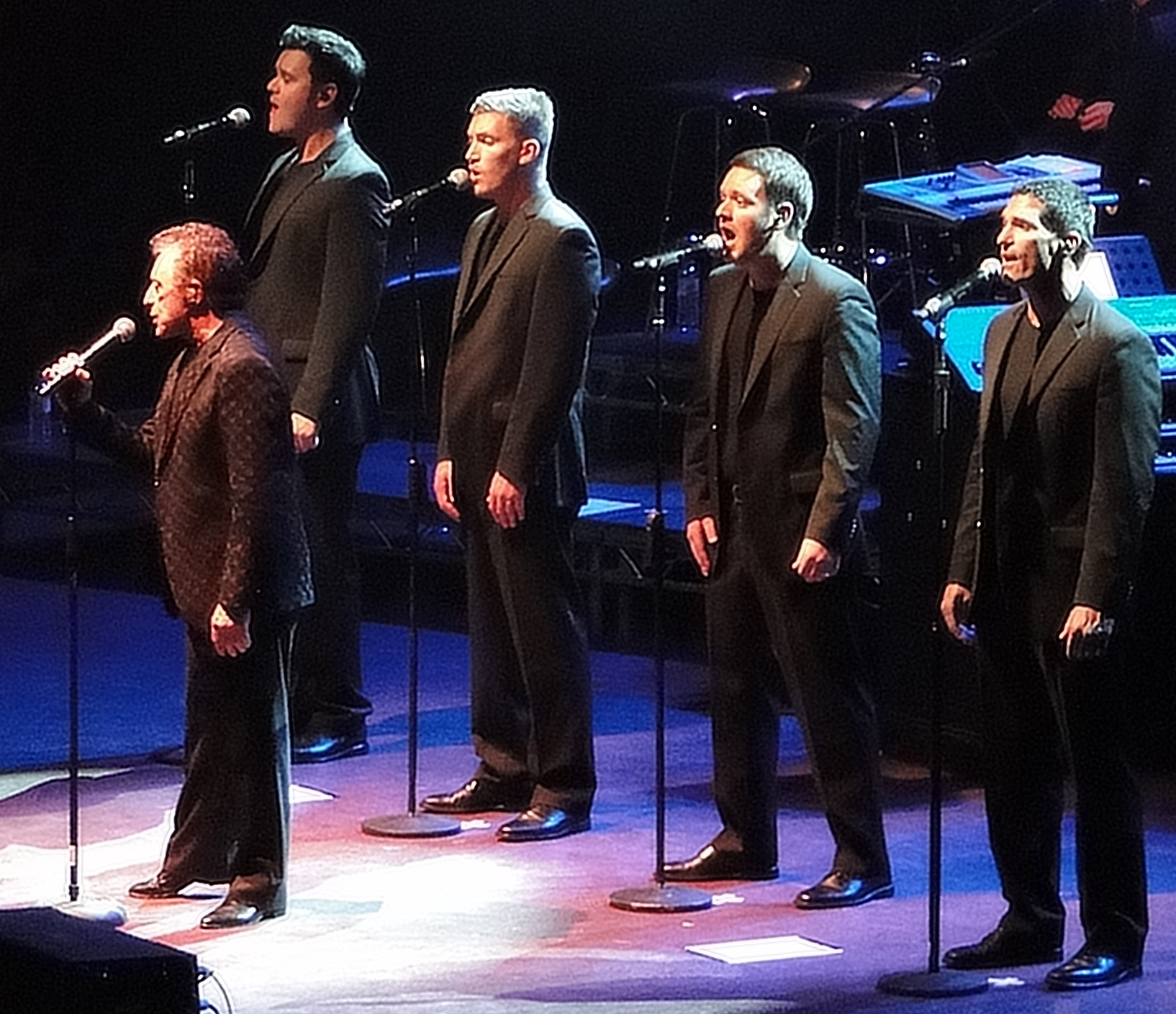
Frankie Valli und The Four Seasons in der Royal Albert Hall im Juni 2012

2. December, 1963 (Oh, What a Night) – Frankie Valli & The Four Seasons
3. My Mother’s Eyes – Frankie Valli
4. I Can’t Give You Anything But Love – John Lloyd Young
5. A Sunday Kind of Love – John Lloyd Young, Frankie Valli & The Four Seasons
6. Moody’s Mood for Love – John Lloyd Young
7. Cry for Me – Erich Bergen
8. Sherry – John Lloyd Young
9. Big Girls Don’t Cry – John Lloyd Young
10. Walk Like a Man – John Lloyd Young
11. My Boyfriend’s Back – Kimmy Gatewood
12. My Eyes Adored You – John Lloyd Young
13. Dawn (Go Away) – John Lloyd Young
14. Big Man in Town – John Lloyd Young
15. Beggin’ – Frankie Valli & The Four Seasons, John Lloyd Young, Ryan Malloy
16. Medley – Stay; Let’s Hang On! (To What We’ve Got); Opus 17 (Don’t You Worry ’bout Me); Bye, Bye, Baby (Baby Goodbye) – John Lloyd Young
17. C’mon Marianne – Frankie Valli & The Four Seasons, John Lloyd Young
18. Can’t Take My Eyes Off You – John Lloyd Young
19. Working My Way Back to You – John Lloyd Young
20. Fallen Angel – Frankie Valli
21. Who Loves You – Frankie Valli & The Four Seasons, John Lloyd Young
22. Closing Credits: Sherry/December, 1963 (Oh, What a Night) – John Lloyd Young, Erich Bergen, Michael Lomenda, Vincent Piazza
23. Sherry – Frankie Valli & The Four Seasons
24. Dawn (Go Away) – Frankie Valli & The Four Seasons
25. Rag Doll – Frankie Valli & The Four Seasons

## Rezeption
Jersey Boys startete in den Vereinigten Staaten am 22. Juni 2014 auf 2905 Kinoleinwänden und spielte am ersten Wochenende etwa 13,3 Mio. US-Dollar an den Kinokassen ein. Die weltweiten Einnahmen beliefen sich bis März 2015 auf etwa 67,3 Mio. US-Dollar.

## Kritiken
„Jersey Boys mag auf dem mit vier Tonys ausgezeichneten Broadway-Musical gleichen Namens basieren, aber die Kinoversion ist mindestens genauso sehr ein Hinter-den-Kulissen-Drama, in dem es um die Mühen und die Kosten eines Lebens im Showgeschäft geht, wie eine musikalische Zeitreise in die 1950er und 60er Jahre. […] Am Ende fehlt ‚Jersey Boys‘ der Schwung eines lupenreinen Musicals ebenso wie die Tiefe des prägnanten historischen Dramas.“

„Für Eastwoods Verhältnisse wirkt die Boygroup-Nostalgie seltsam bieder und fast so geschniegelt wie das Bühnen-Outfit der Four Seasons. Eine Showbiz-Story wie tausend andere. Fazit: Klischeereiches Musicaldrama über eine Kult-Popband“

„Für mehr als ein paar magische Minuten reicht es aber nicht. Inhaltlich aber folgt er ihr [seiner Musical-Vorlage] zu sehr, und leider ist das, was auf der Bühne stimmt, noch lange nicht stimmig fürs Kino. Die Geschichte von Aufstieg und Fall der Four Seasons ist absehbar, viel zu selten wird die emotionale Spannung in der Gruppe so spürbar wie in einem fulminanten Ausbruch von Nick DeVito, des sonst ruhigsten Mitglieds, gegen seinen Bruder Tommy, […].“